# Tullbergia iowensis
Tullbergia iowensis är en urinsektsart som beskrevs av Mills 1932. Tullbergia iowensis ingår i släktet Tullbergia och familjen Tullbergiidae. Inga underarter finns listade i Catalogue of Life.